# Пісковик мідистий
Пісковик мідистий (рос. песчаник медистый, англ. cupreous sandstone, coppery sandstone, нім. kupferreicher Sandstein m) — пісковик з підвищеним вмістом мідьвмісних мінералів — халькозину, борніту, халькопіриту тощо. Переважно середньо- або дрібнозернистий. При достатньо високому вмісті міді — руда міді. 
Пісковик мідистий характерний для аридних лагунно-дельтових комплексів строкатокольорових відкладів серед яких виділяється зелено-сірим і сірим кольором на тлі переважно червоно-бурих порід. Приклади залягання — родовища мідного поясу Південної Африки, Джезказганське та Удоканське родовища міді (Казахстан).